# Воля, Владимир Фёдорович
Владимир Фёдорович Воля (Владимир Фёдорович Ревзин, Михаил Яковлевич Воль) (1898 — 1940) — советский разведчик, брат советской разведчицы О. Ф. Ревзиной.

## Биография
Родился в еврейской семье рабочих. С марта 1914 по ноябрь 1917 рабочий, электрик, токарь на различных предприятиях в Екатеринославе. С августа 1916 по апрель 1917 член РСДРП(б). С мая 1917 по апрель 1918 член партии анархистов. С ноября 1917 по февраль 1918 красногвардеец, командир взвода городского отряда Красной гвардии в Екатеринославе. В 1918 вступил в Красную армию. С февраля по май 1918 организатор и командир партизанского отряда имени М. А. Бакунина, действовавшего в районе Криворожского бассейна и в Таврической губернии. С мая по август 1918 начальник подрывной команды штаба Урало-Оренбургских укреплённых районов. С августа по декабрь 1918 военком 4-го района 3-го округа пограничной охраны. С декабря 1918 по февраль 1919 командир и комиссар 1-й бригады 3-й Украинской советской дивизии 13-й армии. С 1919 года — член РКП(б). С февраля по июль 1919 военком Особого партизанского отряда имени ВЦИК, действовавшего на маршруте Одесса — Елисаветград. С июля по сентябрь 1919 начальник и военком штаба кавалерийской дивизии 14-й армии, выполнял отдельные поручения в тылу врангелевских войск на Чёрном море, где захватил неприятельскую шхуну с грузом и пленными. С сентября 1919 по январь 1920 окончил 1 курс Академии генерального штаба РККА. С января по июнь 1920 сотрудник для поручений губернского военкомата в Екатеринославе. С июня 1920 по июль 1921 года находился в распоряжении Региструпра. В 1920 заместитель начальника особой группы Региструпра, «провёл в Чёрном море сквозь блокаду лёгкий крейсер «Айд... Рейс», «захватил и привёл в Чёрном море неприятельскую шхуну «Рождество Богородицы». В 1921 году начальник связи Константинопольского отделения ОМС ИККИ и начальник оперативной части спецгруппы Разведупра РВСР.
С июля 1922 по октябрь 1923 оканчивал 2 курса Института гражданских инженеров в Москве. С октября 1923 по апрель 1924 помощник начальника по политической части 5-го отдела (железно-дорожные войска) Центрального управления военных сообщений РККА. С октября 1923 по апрель 1925 инспектор, военком Военно-инженерной инспекции РККА, политический инспектор инженерных войск, военный комиссар инспекции инженеров РККА. С апреля 1924 по апрель 1925 инспектор, военком Инспекции инженеров РККА. С апреля 1925 по октябрь 1926 член коллегии и народный комиссар социального обеспечения Узбекской ССР. С октября 1926 по август 1928 учился в Вечернем Свердловском университете. С августа 1928 по август 1929 окончил курсы красных директоров ВСНХ СССР. С августа 1928 по август 1930 инспектор и заведующий секцией Главной инспекции ВСНХ СССР. С августа 1930 по февраль 1931 находился в командировке по особому заданию. При этом с августа 1930 по февраль 1936 работал заместителем начальника, начальником 8-го (военной цензуры и службы доставки донесений) отдела Разведывательного управления Красной армии.
Уволен из РККА в сентябре 1938. Арестован 29 мая 1939, обвинялся в участии в контр-революционной террористической организации. Приговорён ВКВС СССР 16 марта 1940 к ВМН и расстрелян на следующий день. Реабилитирован посмертно определением ВКВС СССР от 21 июля 1956. Похоронен на территории Донского крематория. Знал французский и турецкий языки. Проживал в доме на Каляевской.

## Награды
- Орден Красного Знамени (1924)